# Прикубанський (Адигея)
Прикубанський (рос. Прикубанский; адиг. ПшызэІушъу) — селище в республіці Адигеї, піпорядковане Тахтамукайському сільському поселенню Тахтамукайського району.

## Населення
Населення селища за останні роки:
- 2002 — 1138[2];
- 2010 — 1051[3]:
- 2013 — 1076.